# Colibrí cuacurt
El colibrí cuacurt (Myrmia micrura) és una espècie d'ocell de la subfamília dels troquilins (Trochilinae) dins la família dels troquílids (Trochilidae) que habita zones àrides amb matolls i arbusts, a les terres baixes costaneres de l'oest de l'Equador i nord-oest del Perú. És l'única espècie del gènere Myrmia Mulsant, 1876.